# 蔣經國總統圖書館

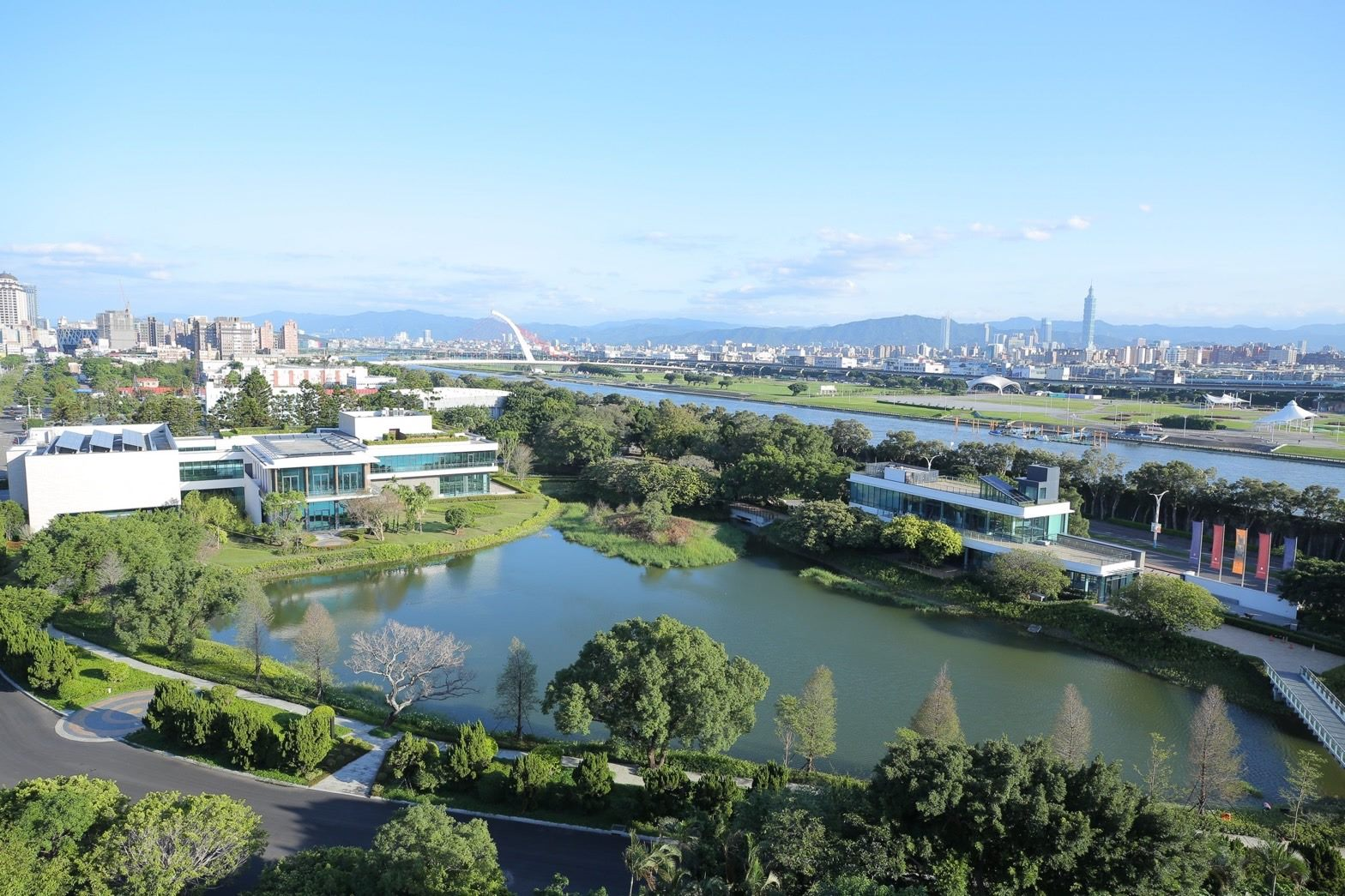
經國七海文化園區

蔣經國總統圖書館，是位於經國七海文化園區的總統圖書館，為中華民國第一座成立的總統圖書館，主要用於展示和收藏故總統蔣經國時期的重要歷史文獻與文物。

## 歷史
2009年，台北市政府決定將七海寓所內設置「總統圖書館」，收藏並展示相關文獻。
2014年4月11日，臺北市政府與蔣經國國際學術交流基金會及基督教中華信望愛基金會簽訂「臺北市政府徵求民間自行規劃申請參與投資經國七海文化園區OT暨BOT案」合約，以共同負責營運與興建蔣經國總統圖書館。
2022年1月22日，圖書館正式開幕。

## 展館設施

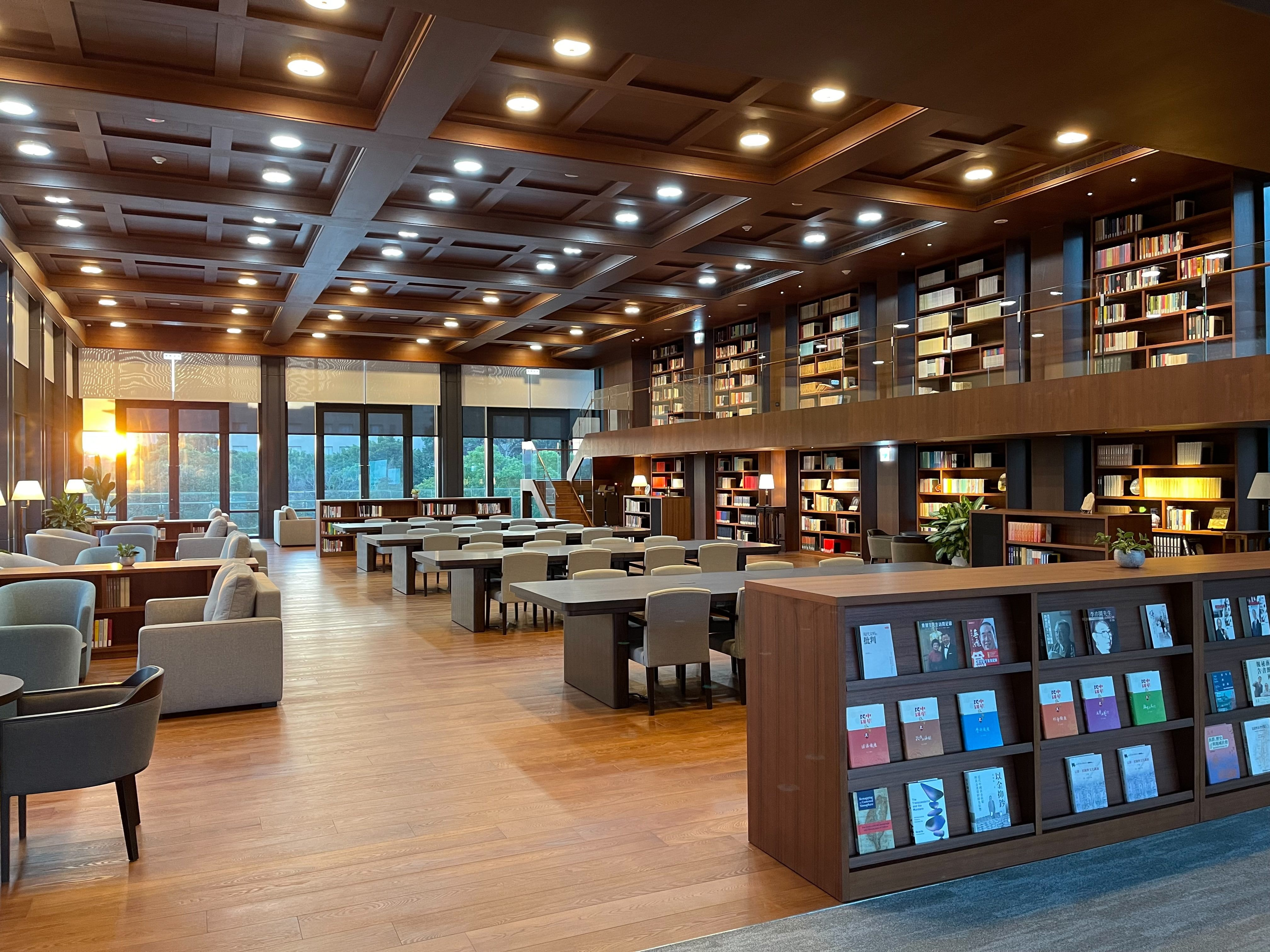
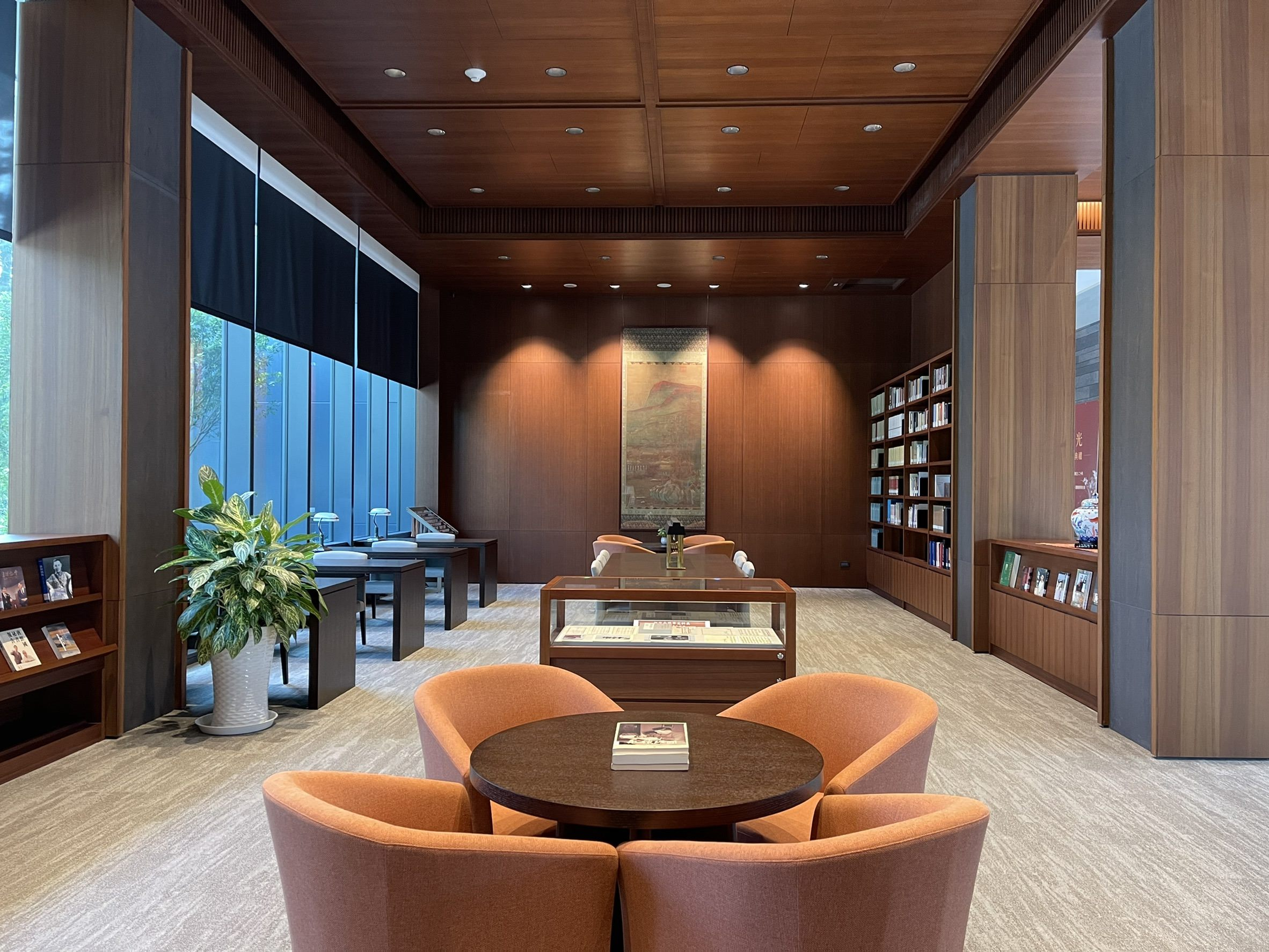

- 圖書館
  - 參考服務區
  - 閱覽廳
- 陳列廳
  - 第一陳列廳
  - 第二陳列廳